# Leupp
Leupp es un lugar designado por el censo ubicado en el condado de Coconino en el estado estadounidense de Arizona. En el Censo de 2010 tenía una población de 951 habitantes y una densidad poblacional de 27,08 personas por km².

## Geografía
Leupp se encuentra ubicado en las coordenadas 35°17′48″N 111°0′11″O / 35.29667, -111.00306. Según la Oficina del Censo de los Estados Unidos, Leupp tiene una superficie total de 35.12 km², de la cual 35.1 km² corresponden a tierra firme y (0.05%) 0.02 km² es agua.

## Demografía
Según el censo de 2010, había 951 personas residiendo en Leupp. La densidad de población era de 27,08 hab./km². De los 951 habitantes, Leupp estaba compuesto por el 0.95% blancos, el 0.11% eran afroamericanos, el 96.42% eran amerindios, el 0% eran asiáticos, el 0% eran isleños del Pacífico, el 0% eran de otras razas y el 2.52% pertenecían a dos o más razas. Del total de la población el 2.1% eran hispanos o latinos de cualquier raza.